# Papier de soie
 (août 2019).
Si vous disposez d'ouvrages ou d'articles de référence ou si vous connaissez des sites web de qualité traitant du thème abordé ici, merci de compléter l'article en donnant les références utiles à sa vérifiabilité et en les liant à la section « Notes et références ».
Le papier de soie est un papier de fine texture destiné à des usages aussi divers que les arts décoratifs, la bibliophilie ou l'emballage.

## Histoire
Il a été créé en Chine au début du IIe siècle et est aujourd'hui connu pour la peinture, l'estampe et la calligraphie chinoise, coréenne ou japonaise.
il est également connu en Europe sous le nom Japonais de washi ou wagami (和紙), littéralement « papier japonais », sous l'influence, notamment de l'estampe vers la fin du XIXe siècle, puis plus récemment de l'origami dans lequel il est utilisé.

## Composition
Il est composé de fibre de mûrier à papier (également appelé mûrier de Chine ou mûrier d'Espagne), arbre proche des mûriers, où l'on élève le bombyx, dont le cocon sert à confectionner la soie, c'est l'origine de l'erreur d’appellation en Europe.

## Utilisation

### Arts décoratifs
- origami

### Bibliophilie
Des feuilles de papier de soie ou papier Joseph sont utilisées pour les serpentes qui protègent les pages illustrées de gravures des ouvrages anciens,.

### Emballage
Le papier de soie est utilisé pour emballer élégamment des articles de valeur ou des objets fragiles. Une qualité alimentaire de papier de soie permet l'emballage de confiseries ou de biscuits comme les Amaretti di Saronno.

### Estampe
En gravure et estampe, on utilise le papier de soie pour protéger les estampes après leur impression, afin de protéger l'encre pendant sa phase de séchage.

### Beauté
Se présentant en feuilles très fines, il est utilisé afin d'estomper l’excès de sébum et de matifier la peau.